# 梅根·凯利
梅根·玛丽·凯利（英語：Megyn Marie Kelly，1970年11月18日—），曾用名梅根·肯德尔（Daniel Kendall），是美国一位新闻记者、主播、新闻和政治评论人，她曾经还是一位律师。2004年至2017年间在福克斯新闻频道工作，2017年起加入NBC新闻。2013至2017年间，凯利每周一至周五在福斯新闻频道的纽约总部主持新闻类节目《凯利档案》（The Kelly File）；在此之前她则主持另一档新闻节目《直播美国》（America Live）；之前还曾与比尔·海默共同主持新闻谈话节目《美国新闻室》（America's Newsroom）。2007年至2012年间，凯利与海默合作一同主持了福斯新闻频道的跨年夜特别节目《全美新年》（All American New Year）。2014年，《时代》杂志将凯利评选为“全球最有影响力的百大人物”之一。2016年，凯利还成为了《名利场》杂志的封面人物。

## 早年生活和教育
凯利出生于纽约州雪城，父亲爱德华·凯利（Edward Kelly）在紐約州立大學奧本尼分校教授教育学，母亲琳达（Linda）是一位家庭主妇。凯利的母亲有意大利血统。
凯利9岁时随全家一同搬到纽约州奥尔巴尼郊区的德尔玛居住，之后她也在这里完成了高中学业。凯利15岁时，她的父亲逝世，母亲也随后改嫁。
高中毕业后，凯利进入雪城大学学习，获得政治学学士学位，之后又就读奥尔巴尼法学院，在1995年获得法律博士学位。

## 事业

### 律师
凯利曾在芝加哥的律师事务所担任律师，这期间在美国律师协会期刊上发表了文章《律师担任董事的利益冲突角色》（The Conflicting Roles of Lawyer as Director）。之后她又进入众达律师事务所工作了九年，她的客户包括信息服务公司益博睿等企业。

### 新闻

#### 早期事业
2003年，凯利搬到了华盛顿特区，成为美国广播公司旗下电视台WJLA-TV的一名记者。在华盛顿工作期间，凯利参与了诸多重大事件的报道，包括華盛頓特區狙擊手攻擊事件和2004年美国总统选举等重大新闻。2004年，凯利向福斯新闻频道华盛顿分部寄了一段自己的录像，希望能加入该频道。她这段录像中报道新闻的方式和政治观点打动了福斯新闻频道资深记者布里特·休姆，凯利自此开始成为该频道驻华盛顿特区记者。

#### 福斯新闻频道
之后凯利加入福斯新闻频道的节目《布里特·休姆特别报道》（Special Report with Brit Hume），负责其中法律板块的内容，并在《周末直播》（Weekend Live）中主播自己的法律板块《凯利法庭》（Kelly's Court）。她每周还在比尔·奥莱利的节目《奥莱利实情》（The O'Reilly Factor）的固定板块中登场，有时亦会替其他新闻主播主持节目，但一般是周末节目的代班主播。此外她还曾与比尔·海默共同主持新闻谈话节目《美国新闻室》（America's Newsroom）。2010年2月1日，凯利开始主持自己本人的下午一点档两小时节目《直播美国》（America Live）。她还是晚间政治讽刺节目《与格雷戈·古特费尔德一起熬夜》（Red Eye w/ Greg Gutfeld）的客串讨论成员。2010年，凯利的《直播美国》比前一年同一时间段节目的总收视人数提高了20%，这也是福斯新闻频道11月最高的同比收视增幅。凯利在福斯新闻参与了2008年美国总统选举和2010年美国中期选举的报道，以及美国最高法院大法官塞繆爾·阿利托和约翰·罗伯茨的确认听证会、2010年墨西哥灣漏油事故等重大新闻的报道。她还主持报道了大法官索尼娅·索托马约尔和艾蕾娜·卡根的确认听证会。
2012年，凯利参与了2012年美国总统选举的新闻报道。她在这期间表现出众，获得了媒体的广泛关注。2012年11月6日开票当晚，凯利与布雷特·拜尔共同主播开票特别报道节目。部分投票结果揭晓后，亲共和党的福斯新闻频道做出预测，认为民主党总统候选人贝拉克·奥巴马将成功连任。直播期间，共和党政治人物卡尔·洛夫却在直播现场坚决反对这一预测结果，认为共和党候选人米特·罗姆尼仍有获胜机会。凯利对此回应道：“是不是你作为一名共和党人，这样算会让自己感觉好一点？还是（罗姆尼）真的（有获胜机会），你真的这么认为？”随后她在直播中走到演播厅外的福斯新闻选情预测中心，确认了预测结果。这一系列举动获得了媒体的关注，也被认为是她事业的一大亮点。
2013年7月，凯利因产假离开《直播美国》。10月回归后开始主持自己的直播时事分析节目《凯利档案》（The Kelly File），每周一至周五晚21点播出。
2013年12月，凯利在《凯利档案》中的一段言论引发广泛争议。她节目中评论杂志的一篇文章，称“圣诞老人就是白人，但是这个人认为我们可能应该也需要一个黑人圣诞老人”，随后补充说“圣诞老人就是他本来应该的样子，我们在这里争论只是因为有人写了一篇（关于他长相的）文章。”她在节目中之后又称耶稣是个白人男子。随后，乔恩·斯图尔特、斯蒂芬·科尔伯特、瑞秋·梅道、乔什·巴罗等人都对这一言论提出不满和讽刺。两天后，凯利在节目中称自己之前的言论是无心的玩笑，并非认真严肃的评论，同时也承认耶稣的肤色问题没有定论。
2015年8月6日，凯利与布雷特·拜尔和克里斯·华莱士共同主持了2016年美国总统选举共和党初选的首场电视辩论会，她的表现获得了电视评论界和观众的好评，辩论后紧接的《凯利档案》也获得了极高的收视，但也有部分保守派人士认为她在辩论会中的语气针对性太强。凯利在辩论会中提问候选人唐纳德·川普时尖锐地问及他曾针对女性发表的歧视言论。事后特朗普在接受采访时对凯利发表带有性别歧视色彩的侮辱言论，称她“双眼冒血，浑身冒血”，引发巨大争议。随后特朗普又在Twitter上多次连续发推攻击凯利。凯利则回应称福斯新闻并不希望与特朗普开战，自己则不会回应特朗普相关的言论，也“不会因为做好新闻而道歉”。她坚持自己将继续“不带恐惧和偏好地做好自己的工作”。福斯新闻在此事中评价凯利是“美国新闻业最出色的代表”。而川普和凯利以及福斯新闻之间的矛盾也不断升级。川普之后拒绝出席2016年1月28日由凯利主持的辩论会。凯利在辩论会中的表现再次赢得广泛赞誉。她在辩论会中称川普为“不在房间中的大象”（the elephant not in the room），这一尖锐的用词收到了大量称赞。但她在辩论会后称川普为“伏地魔”，也引发了争议。凯利随后表示对《哈利·波特》系列并不熟悉，本意绝非侮辱川普，在未来也“绝对不会”去侮辱他。
2016年底，凯利与福斯新闻频道的合约即将到期，有媒体报道她可能将在合约结束后离开。2017年1月，凯利自福斯新闻频道离职，转投NBC新闻。按计划她将在NBC新闻主播自己的日间节目和周日晚间的深度报道，同时还将参与该频道的重大新闻事件报道。1月6日，《凯利档案》在福斯新闻频道播出最后一期节目，凯利自此正式离职。

#### NBC新闻

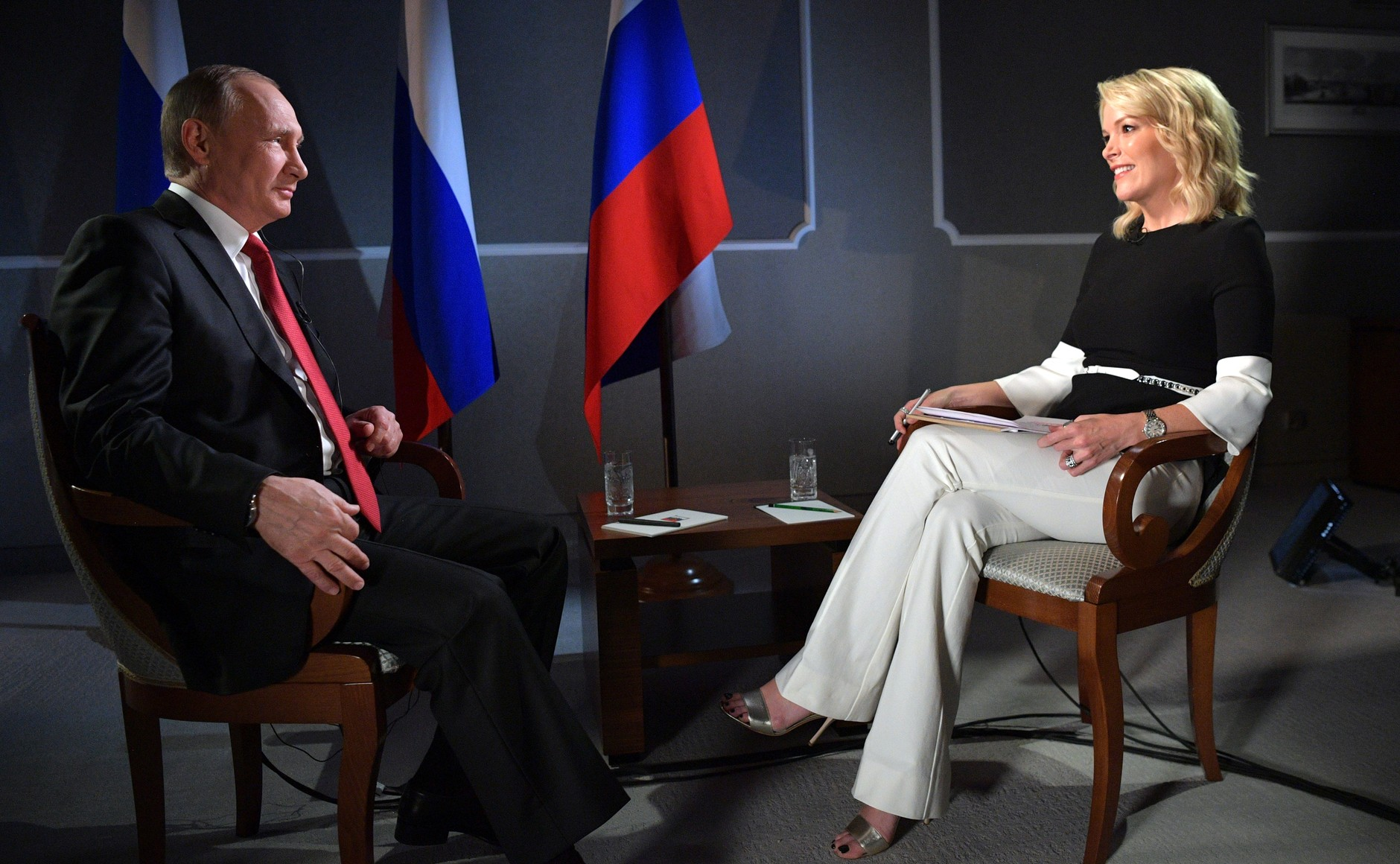
梅根·凯利采访俄罗斯总统弗拉基米尔·普京

2017年6月1日，NBC新闻宣布凯利将主播《梅根·凯利周日夜》（Sunday Night with Megyn Kelly）节目，首期节目将采访俄罗斯总统弗拉基米尔·普京。6月4日的播出的首期节目中，她在俄罗斯圣彼得堡采访了普京。在采访中，凯利问及俄罗斯涉嫌干预美国2016年大选、美国总统唐纳德·川普和女婿贾里德·库什纳涉嫌与俄方驻美大使谢尔盖·基斯利亚克等人秘密联系、俄罗斯的腐败以及俄罗斯记者遭暗杀等议题和事件，普京在回答中则提到肯尼迪遇刺案、占领华尔街和列宁格勒围城战等话题。
凯利还采访了美国著名极右翼人士、阴谋论者亚历克斯·琼斯，采访计划于6月18日播出。预告片中显示，亚历克斯·琼斯坚称桑迪·胡克小学枪击案是“一场骗局”，凯利则称他“回避问题”。这一采访计划发布时即引发美国民众的不满，民众认为此次采访为阴谋论提供了宣传平台。预告片播出后更是引发巨大争议，观众在Twitter上发起话题“#NBC耻辱”（"#ShameOnNBC"），对节目发起抵制。枪击案受害者家属对此表达强烈愤慨，称采访“尤其残忍”。这些家属成立的“桑迪·胡克承诺基金会”（Sandy Hook Promise Foundation）原定邀请凯利主持其年度筹款活动，之后决定撤回邀请，同时声明要求凯利及NBC取消播出采访，反对给琼斯提供宣传观点的平台。摩根大通也决定暂时撤下在凯利节目中投放的广告。比尔·克林顿与希拉里·克林顿之女、NBC记者切尔西·克林顿，演员克里斯·埃文斯，政治评论人安娜·纳瓦罗，纽约市长比尔·白思豪等媒体界和政界诸多人士也对此提出批评，认为其“放大谎言的影响力”，“为了收视率践踏人性”，呼吁NBC撤下专访。凯利对此回应称，决定采访琼斯是因为美国总统川普曾参与过琼斯的节目并在Twitter上表达过对他的赞赏，在白宫简报中也多次引用琼斯的节目，但大部分民众对他并不了解。她称采访琼斯是为了“点亮光明”。节目制作人利兹·科尔（Liz Cole）也称琼斯有新闻价值，即使其观点令人厌恶，记者也应尽到职责。科尔还呼吁观众在完整采访播出后再下结论。新闻网站Vox认为虽然报道琼斯合情合理，但一对一专访有替他宣传观点的风险。Vox还认为总统川普长期攻击新闻媒体为“假新闻”以降低其公信力，在这种背景下，专访会传达错误的信息，让观众误认为类似的阴谋论值得在黄金时段新闻节目中大书特书。

### 写作
2016年2月，凯利与出版商哈珀柯林斯签下逾1000万美元的合约，计划出版一部自传。这部自传《不将就》（Settle for More）于同年11月15日出版。《洛杉矶时报》报道称其在亚马逊开售数小时即遭到唐纳德·川普支持者的大量一星差评，其中许多恶评与Reddit中川普支持者聚集的“The_Donald”板块有关。亚马逊随后删除了部分评论，但仍有大量负面评论被保留。
凯利在这部自传中称自己曾经遭到福斯新闻频道总裁罗杰斯·艾尔斯的性骚扰。她在书中称，艾尔斯曾多次称自己能帮助她的事业，以此要求与其发生性关系，还屡次发表“不恰当的性暗示言论”，甚至在办公室中“强吻”她。凯利称自己拒绝艾尔斯后，他则暗示这可能影响她的工作合约。她称自从自己任驻华盛顿特区记者开始即遭其骚扰，持续了六个月，直至她向主管报告之后才停止。此前在同年7月，福斯新闻记者格雷琴·卡尔森也起诉艾尔斯，指控艾尔斯对其性骚扰。艾尔斯随后辞职，福斯新闻则赔偿卡尔森2000万美元达成和解。

## 个人生活
凯利于2001年9月29日与麻醉医师丹尼尔·肯德尔（Daniel Kendall）结婚，二人于2006年离婚。2008年3月1日，凯利又与Authentium总裁兼首席执行官道格拉斯·布朗特结为夫妻。后来布朗特成为一名全职作家。凯利与布朗特二人共同育有三个子女。
凯利认为自己在政治上是独立选民，称自己此前给民主党和共和党两党都投过票。权威人士则认为她在社会议题上偏向自由派，在财政议题上则偏向保守派。她认为自己不偏向于任意党派，因此能在报道新闻时更高效。